# Norddeutscher Regatta Verein

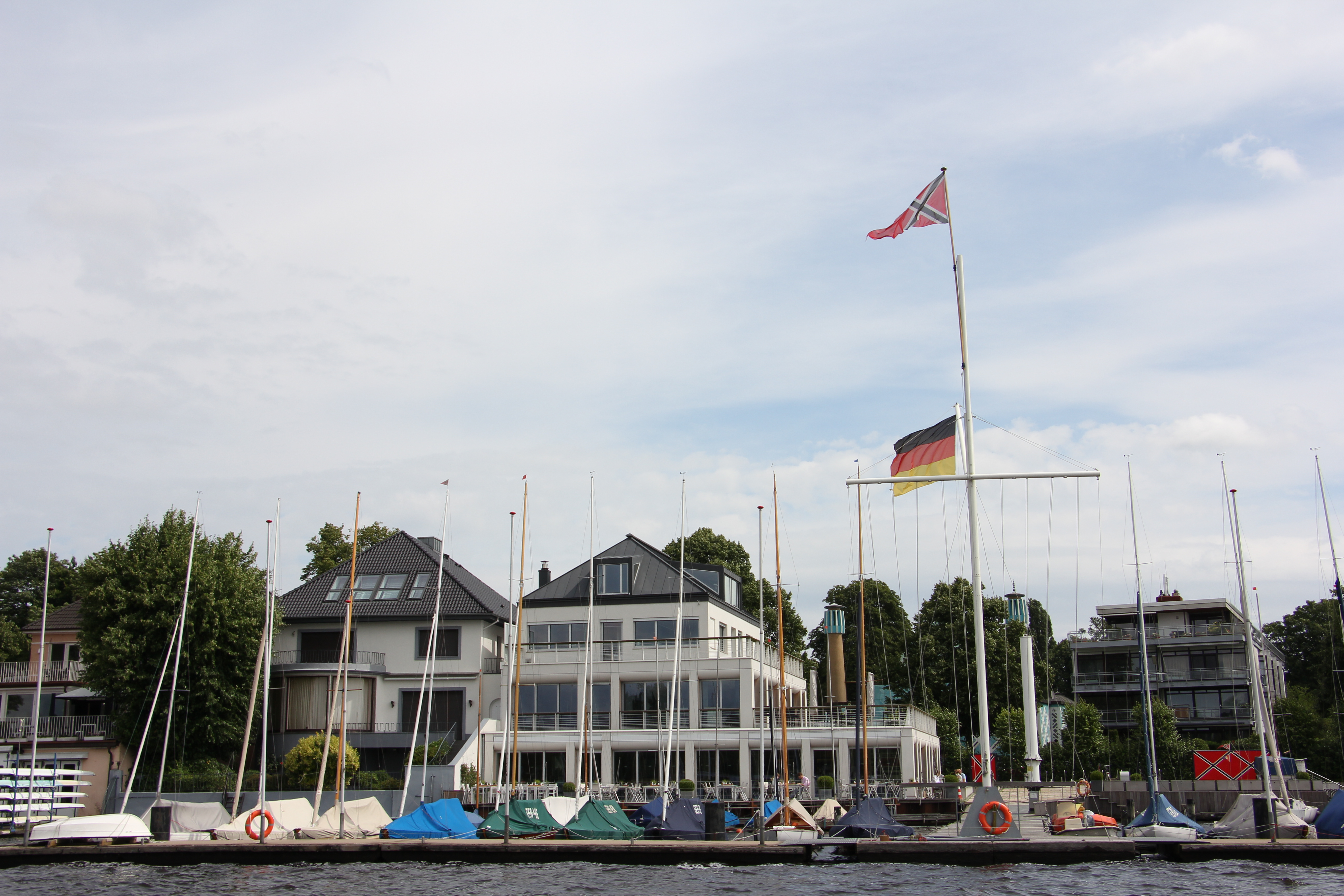
Clubhaus (Foto 2017)

Der Norddeutsche Regatta Verein (NRV) ist ein Segelclub mit Sitz in Hamburg-Uhlenhorst.

## Geschichte
Der Verein wurde am 8. November 1868 im Uhlenhorster Fährhaus in Hamburg gegründet und hat 2.000 Mitglieder (Stand 2023). Damit ist er einer der größten Segelclubs Deutschlands. 1888 wurde in den Räumlichkeiten des Vereins mit mehreren anderen Vereinen der Deutsche Segler-Verband gegründet.
Der Verein hat sich der Nachwuchsförderung verschrieben und betreibt diese in einem eigens dafür errichteten Jugendtrainingszentrum an der Außenalster. Am 23. Mai 2010 musste das traditionsreiche Gebäude an der Außenalster nach einem Brand abgerissen werden. Es wurde durch einen Neubau an gleicher Stelle ersetzt.
Im Hafen von Olpenitz hat der NRV seit 2020 einen Stützpunkt errichtet.

## Sportliche Erfolge
Der NRV ist der Heimverein zahlreicher Teilnehmer an Europa- und Weltmeisterschaften sowie Olympischen Spielen.

### Olympische Spiele
Bei den Olympischen Sommerspielen 1936 gewannen Alfried Krupp von Bohlen und Halbach, Hans Howaldt, Felix Scheder-Bieschin, Eduard Mohr, Fritz Bischoff und Otto Wachs als Besatzung der Germania III Bronze in der 8mR-Klasse. Besser schnitt Werner Krogmann ab, der in der O-Jolle zur Silbermedaille segelte. Mit der Goldmedaille im Starboot krönten Peter Bischoff und Hans-Joachim Weise die Erfolgsbilanz des NRV.
Bei den Olympischen Sommerspielen 1960 holten Rolf Mulka und Ingo von Bredow im Flying Dutchman ebenfalls Bronze. Zur Silbermedaille reichte es in derselben Bootsklasse 1968 für Ullrich Libor vom NRV. Vier Jahre später, bei den Olympischen Sommerspielen 1972, gewann er die Bronzemedaille. Willi Kuhweide segelte im Starboot zur Bronzemedaille und holte im selben Jahr auch den Weltmeistertitel.
Erneut im Starboot gab es 1984 olympisches Edelmetall für den NRV mit der Silbermedaille Achim Grieses vor Long Beach. Im Tornado, bei den Sommerspielen 2000, gewannen Roland Gäbler und René Schwall die Bronzemedaille.
Bei Olympischen Sommerspielen 2008 in Quingdao im Tornado segelten Johannes Polgar und Florian Spalteholz auf einen unglücklichen achten Platz. Sie lagen im Medal-Race zwischenzeitlich auf dem dritten Platz der Gesamtwertung, erlitten dann jedoch einen Ruderbruch, nachdem sie einen Holzpflock überfahren hatten. Damit mussten sie das Medal-Race aufgeben. Bei den Olympischen Sommerspielen 2012 in London gab es zwei Silbermedaillen für den NRV und Deutschland.
2016 in Rio de Janeiro gewannen Erik Heil und Thomas Plößel im 49er Bronze. Bei den Olympischen Sommerspielen 2020 in Tokio gab es drei deutsche Segel-Medaillen, davon zwei für den NRV: Silber für Tina Lutz und Susann Beucke im 49er FX und wieder Bronze für Erik Heil und Thomas Plößel im 49er. Luise Wanser und Anastasiya Winkel im notdürftig zusammengestellten Team im 470er FX aus wurde sechste, da sie in zwei Wettfarten wegen zu schweren Ausreithosen disqualifiziert wurden, ohne diese Disqualifikation wäre es Silber geworden. Weltmeister im Laser Standard, Philipp Buhl, wurde fünfter.

### Segel-Bundesliga
| Saison                                                                                               | Platz | Punkte |
| --- | ----- | ------ |
| 2013                                                                                                 | 1.    | 81     |
| 2014                                                                                                 | 1.    | 104    |
| 2015                                                                                                 | 3.    | 46 1   |
| 2016                                                                                                 | 5.    | 44     |
| 2017                                                                                                 | 1.    | 28     |
| 2018                                                                                                 | 1.    | 17     |
| 2019                                                                                                 | 3.    | 36     |
| 2020                                                                                                 | 1.    | 16     |
| 2021                                                                                                 | 5.    | 46     |
| 2022                                                                                                 | 1.    | 28     |
| 2023                                                                                                 | 1.    | 24     |
| Gold unterlegt: Gewinn der deutschen Meisterschaft 1 Seit der Saison 2015 gilt das Low-Point-System. |       |        |

Der Norddeutsche Regatta Verein war 2013 Gründungsmitglied der Deutschen Segel-Bundesliga und hat seitdem sieben Mal den ersten und zwei Mal den dritten Platz belegt. Einzig 2016 und 2021 (jeweils fünfter Platz) reichte es nicht für einen Medaillen-Platz.

#### Deutsche-Segel-Liga-Pokal
Beim Deutsche-Segel-Liga-Pokal (DSL-Pokal), welcher 2017 ins Leben gerufen wurde, konnte der Norddeutsche Regatta Verein bisher vier Mal den ersten (2018 bis 2020 sowie 2022) und einmal den zweiten Platz (2023) belegen. Im Gründungsjahr 2017 sowie 2021 nahm er nicht teil.

#### Sailing Champions League
In der 2014 gegründeten Sailing Champions League belegte der Norddeutsche Regatta Verein im ersten Jahr Platz 5, 2015 Platz 11, 2016 Platz 19, 2017 Platz 6, 2018 Platz 4, 2019 Platz 2 und 2020 Platz 7. 2021 konnte er sich nicht durchsetzten und verpasste trotz je zwei ersten und zweiten Plätzen das Medal Race auf dem 12. Platz. 2022 konnte jedoch an die Erfolge in der Segel-Bundesliga angekünpft, werden und der Norddeutsche Regatta Verein gewann erstmals die Sailing Champions League.

## Sportveranstaltungen
Der NRV hat unter anderem Segelveranstaltungen wie die Kieler Woche und die Travemünder Woche mitgegründet und war zuletzt 2007 Ausrichter des von ihm initiierten HSH Nordbank blue race. Seit 2018 wird ausschließlich für Seglerinnen der Helga Cup ausgerichtet, benannt nach einem Boot des NRV. Insgesamt organisiert der NRV über 20 Regatten für verschiedene Bootsklassen wie unter anderem den Segel Media Cup, den Helgarhard Cup und die Regatta der Hamburger Wirtschaft.

## Jugendarbeit
In der Jugendabteilung bietet der NRV Anfängerkurse im Opti an und hat Regatta-Trainingsgruppen im Opti, 420er und Laser, die regelmäßig vorne bei deutschen Regatten und Meisterschaften, aber auch bei Europa- und Weltmeisterschaften zu finden sind. 2020 belegte ein NRV-Segler im Opti A auf Platz 1 der jährlichen DODV-Rangliste (Klassenvereinigung).
Junge Segler, die im ersten Viertel der Rangliste ihrer Bootsklasse segeln, können zudem Mitglied des NRV Youth Teams werden.